# Cathédrale Saint-André de Yopougon
Cette  cathédrale n’est pas la seule cathédrale Saint-André.
La cathédrale Saint-André de Yopougon est le siège épiscopal du diocèse de Yopougon, en Côte d'Ivoire. Initialement construite en 1979 pour accueillir 800 fidèles, il est décidé de la reconstruire pour l'agrandir. La première pierre de la reconstruction de cette cathédrale a été bénie le 15 octobre 2007.
Entre autres activités apostoliques, elle est le siège de la Jeune Fraternité Marianiste (JFM) locale.

## Annexe